# SoftBank 821N
SoftBank 821N（ソフトバンク はちにーいちエヌ）は、日本電気（NEC）が開発、製造したソフトバンクモバイルの第3世代携帯電話（SoftBank 3G)端末である。ここでは、女性ファッション雑誌「GLAMOROUS」とのコラボレーションモデルであるSoftBank 821N GLAについても述べる。

## 特徴
706N以来、1年4ヶ月ぶりとなる、NECのソフトバンクモバイル向け端末で、SoftBank 820Nの姉妹機である。820N同様にソフトバンク向けのN端末では、初のワンセグ付きである。
機能、大きさなどは、同時期に発表されたNTTドコモ向けのN706iに近く、UIもドコモのN905i以降のNEC製端末に非常によく似ていて、それらと同様に、画像やメールを時系列で表示する「ライフヒストリービューア」を搭載する。ただしN706iが対応している、GSMローミングやFelica、IrSimpleには非対応である。
姉妹機の820Nが男性向けで、背面はドコモのN705iμに似たシックなデザインであるのに対し、こちらは主に女性をターゲットしたポップなデザインで、背面は同じくポップなデザインのN706iに似ている。このデザインのため、820Nよりは若干厚みがあり、少しだけ重くなっている。
2008年9月6日に、女性向けファッション雑誌、「GLAMOROUS」とのコラボレーションモデル「821N GLA」が追加された。個性的な本体カラーと「GLAMOROUS」とタイアップした壁紙やメニュー画面を搭載している。また、オリジナルの箱に入れられて販売され、オリジナルストラップが付いている。

## 主な機能・サービス
| 主な対応サービス         | 主な対応サービス       | 主な対応サービス        | 主な対応サービス |
| ------------------------ | ---------------------- | ----------------------- | ---------------- |
| S!一斉トーク             | S!ともだち状況         | Yahoo!mocoa             |                  |
| S!ループ                 | S!タウン               | S!速報ニュース          |                  |
| PCサイトブラウザ         | 電子コミック           | S!アプリ(メガアプリ)    |                  |
| 着うたフル/着うた        | デコレメール           | S!電話帳バックアップ    |                  |
| S!FeliCa                 | S!ミュージックコネクト | S!GPSナビ               |                  |
| コンテンツおすすめメール | TVコール               | 国際ローミング(3Gのみ） |                  |
| ワンセグ                 | 3G ハイスピード        | S!おなじみ操作          |                  |

## 歴史
- 2008年7月4日 - 発売開始
- 2008年9月6日 - 「GLAMOROUS」とタイアップした「821N GLA」の発売開始